# Klasa klimatyczna
Klasa klimatyczna - określa optymalny przedział temperatur otoczenia dla pracy urządzenia chłodniczego. Komitet Europejski na rzecz Standaryzacji wyróżnił 4 klasy:
| Symbol | Średnia temperatura otoczenia |
| N      | +16°C ÷ +32°C                 |
| SN     | +10°C ÷ +32°C                 |
| T      | +16°C ÷ +43°C                 |
| ST     | +16°C ÷ +38°C                 |